# プリュムレック
プリュムレック （フランス語:Plumelec、ブルトン語:Pluveleg）は、フランス、ブルターニュ地域圏、モルビアン県のコミューン。

## 概要
小郡庁所在地サン＝ジャン＝ブレヴェレ（fr）からD10道路で東に位置する。
1850年代までブルトン語が話されていたが、現在はフランス語とガロ語が主流である。
プリュムレックを経由しカドゥーダルへ至る道は2.5kmほどの距離に標高154mから43mの高低差があり、トゥール・ド・フランスやフランス自転車競技選手権（fr）など多くの自転車レースの区間となっている。